# ایان گیبونز (بازیکن فوتبال)
ایان گیبونز (انگلیسی: Ian Gibbons؛ زادهٔ ۸ فوریهٔ ۱۹۷۰) بازیکن فوتبال اهل بریتانیا است.
از باشگاه‌هایی که در آن بازی کرده‌است می‌توان به باشگاه فوتبال استوک سیتی و باشگاه فوتبال نیوکاسل تاون اشاره کرد.